# أوليفر داير
أوليفر داير (بالإنجليزية: Oliver Dyer)‏ هو صحفي ومحامي أمريكي، ولد في 26 أبريل 1824 في Porter, New York ‏ في الولايات المتحدة، وتوفي في 13 يناير 1907 في Massachusetts Homeopathic Hospital ‏ في الولايات المتحدة.